# Gruffydd Maelor ap Madog
Gruffydd Maelor ap Madog (auch Gruffudd of Bromfield oder Gruffydd Maelor II genannt), († 7. Dezember 1269) war ein Fürst des nordwalisischen Fürstentums Powys Fadog.

## Unter der Vorherrschaft von Llywelyn ap Iorwerth
Er war der älteste Sohn von Madog ap Gruffydd Maelor. Nach dem Tod ihres Vaters 1236 teilten seine fünf Söhne das Gebiet von Powys Fadog untereinander auf. Als ältester Sohn hatte Gruffydd nominell die Oberherrschaft, dennoch kam es bald zu Streitereien zwischen den Brüdern. Sein Bruder Gruffydd Iâl wurde 1238 von seinem Bruder Maredudd getötet, worauf Llywelyn ap Iorwerth, der als Fürst von Gwynedd die Oberherrschaft über die walisischen Fürstentümer hatte, die Ländereien Maredudds beschlagnahmte. Gruffydd Maelor unterstützte wie zuvor sein Vater Llywelyn ap Iorwerth, doch nach dessen Tod 1240 unterstützte er nicht seinen Sohn Dafydd ap Llywelyn, sondern war ein führender Unterstützer von dessen älterem Bruder Gruffydd.

## Wechsel zwischen englischer und walisischer Oberherrschaft
Da ihr Reich Powys Fadog von den Gebieten der Barone der Welsh Marches umschlossen war, huldigten er und seine Brüder Hywel und Maredudd nach Llywelyns Tod dem englischen König Heinrich III., und die drei Brüder bürgten für Gruffydds Frau Senana, als sie versuchte, ihren Mann aus der englischen Gefangenschaft freizukaufen. 1242 verlangte der König von Dafydd ap Llywelyn und ihm die Stellung von Truppen für einen Feldzug in die Gascogne. Dies führte dazu, dass Gruffydd und seine beiden Brüder die englische Oberherrschaft über ihr Reich nicht mehr bedingungslos akzeptierten. Heinrich III. versuchte sie 1244 zu beruhigen, in dem er ihnen zusicherte, dass er für Powys Fadog keine neuen Gesetze erlassen würde, wenn sie die bestehenden Gesetze und Tribute akzeptieren würden. Daraufhin stand er wie Gruffydd ap Gwenwynwyn von Powys Cyfeiliog und Morgan ap Hywel von Caerleon während des Krieges von Dafydd ap Llywelyn gegen Heinrich III. auf der Seite der Engländer. Seine Brüder Madog Fychan und Maredudd unterstützten dagegen Dafydd. Nachdem Heinrich III. jedoch geplant haben soll, Powys und Gwynedd nach dem alten Waliser Erbrecht weiter aufzuteilen, verbündeten sich um 1250 Gruffydd ap Madog und Llywelyn ap Gruffydd, der Neffe und Nachfolger Dafydds. Nachdem Llywelyn jedoch 1255 die alleinige Herrschaft über Gwynedd errungen hatte, beanspruchte er die Oberherrschaft über alle walisischen Fürstentümer. Dies führte zum Bruch mit Gruffydd, der 1256 aus seinem Reich vertrieben wurde.

## Verbündeter von Llywelyn ap Gruffydd
Ende September 1257 versöhnte sich Gruffydd jedoch wieder mit Llywelyn, und zur Festigung des Bündnisses heiratete Gruffydds Sohn Madog Llywelyns Schwester Margaret. Gruffydd galt nun nach Llywelyn als mächtigster der walisischen Fürsten. Er und sein Bruder Madog Fychan gehörten zu der walisischen Delegation, die 1258 in Schottland einen Vertrag zwischen den walisischen Fürsten und dem Clan der Cummings schlossen. Um 1260 erbaute er als seine Hauptresidenz die Burg Dinas Brân bei Llangollen. Er starb am gleichen Tag im Dezember 1269 wie sein Bruder Madog Fychan und wurde wie er in der Abtei Valle Crucis beigesetzt.

## Familie und Nachkommen
Er heiratete Emma, eine Tochter des englischen Barons Henry Audley. Er hatte vier Söhne: Madog, Llywelyn, Owain und Gruffydd Fychan. Während des englischen Feldzugs von 1276 unterwarfen sie sich noch rechtzeitig dem englischen König Eduard I. und durften so ihre Besitzungen behalten. Madog starb kurz darauf und hinterließ nur zwei minderjährige Söhne, weshalb es unter den anderen drei Söhnen Streit um die Aufteilung des Erbes gab. Während des zweiten Krieges zwischen Llywelyn ap Gruffydd und Eduard I. standen Llywelyn, Owain und Gruffydd Fychan erneut auf der Seite der Waliser. Llywelyn und Gruffydd Fychan nahmen am Palmsonntag 1282 am Überfall auf Oswestry teil. Llywelyn fiel wahrscheinlich zusammen mit Llywelyn ap Gruffydd im Dezember 1282 im Kampf gegen die Engländer, und vermutlich starb auch Owain während des Krieges. Die Familie wurde nach dem englischen Sieg enteignet. Die nördlichen Gebiete von Maelor Gymraeg und Iâl bildeten die neue englische Baronie Bromfield und Yale, die an John de Warenne fiel. Die südöstlichen Commotes wurden zur englischen Herrschaft Chirkland zusammengefasst, die Roger Mortimer erhielt. Der einzige Angehörige der Nachfahren von Gruffydd Maelor I, der einen Teil von Powys Fadog behalten durfte, war Gruffydd Fychan. Er durfte unter der Oberherrschaft der Nachfahren von Owain Brogyntyn die Herrschaft Glyndyfrdwy in Merioneth behalten. Sein Sohn Madog erbte um 1300 von den Nachfahren von Owain Fychan die Herrschaft Cynllaith, er war der Urgroßvater von Owain Glyndŵr.